# Bergeijk
Bergeijk é um município da província de Brabante do Norte, nos Países Baixos. O município acupa uma área de 101,73 km² e tem população total de 18.347 habitantes (janeiro de 2017).